# قانون رائول
قانون رائول که به افتخار فرانسوا ماری رائول نامگذاری شده‌است بیان می‌کند: فشار یک بخار وابسته است به ترکیبات شیمیایی آن و تجزیه مولی ذراتش
فشار یک بخار در حالت تعادل برابر است با:
{\displaystyle \ P_{solution}=(P_{1})_{pure}x_{1}+(P_{2})_{pure}x_{2}+\cdots }
یا مجموع فشارهای ذرات سازنده
که می‌شود آن را به صورت زیر نوشت:
{\displaystyle \ P_{i}=(P_{i})_{pure}x_{i}}
که در آن {\displaystyle (P_{i})_{pure}\,} فشار هر جزء است و {\displaystyle x_{i}\,} نسبت جز مولی است.

## ملاحظات ترمودینامیکی
در یک محلول ایده‌آل پتانسیل شیمیایی {\displaystyle i} از فرمول زیر بدست می‌آید:
{\displaystyle \mu _{i}=\mu _{i}^{*}+RT\ln x_{i}\,}،
که {\displaystyle \mu _{i}^{*}} پتانسیل شیمیایی جزء i است.
اگر سیستم در تعادل شیمیایی باشد، پتانسیل شیمیایی جزء {\displaystyle i} در بخار از فرمول زیر تبعیت خواهد نمود:
{\displaystyle \mu _{i,L}=\mu _{i,V}\,}
که اگر محلول ایده‌آل باشد و گاز از قانون گازهای ایده‌آل پیروی کند خواهیم داشت:
{\displaystyle \mu _{i,L}^{*}+RT\ln X_{i}=\mu _{i,V}^{\circ }+RT\ln {\frac {fi}{P^{\circ }}}}
که {\displaystyle f_{i}} فوگاسیته جزء شیمیایی {\displaystyle i} است.
با تبدیل جزء {\displaystyle i} به بخار خواهیم داشت:
{\displaystyle \mu _{i,L}^{*}=\mu _{i,V}^{\circ }+RT\ln {\frac {fi^{*}}{P^{\circ }}}}
که * نمایانگر جزء خالص است.
که با کم کردن دو جمله خواهیم داشت:
{\displaystyle RT\ln x_{i}=RT\ln {\frac {fi}{fi^{*}}}}
که با مرتب کردن می‌رسیم به:
{\displaystyle f_{i}=x_{i}f_{i}^{*}}
که اگر بخار یک گاز ایده‌آل باشد فشار می‌تواند جایگزین فوگاسیته شود:
{\displaystyle P_{i}\approx x_{i}P_{i}^{*}}
که این قانون رائول است.